# Nemanja Maksimović
Nemanja Maksimović (en serbi, Немања Максимовић) (Banja Koviljača, Sèrbia, 26 de gener de 1995) és un futbolista serbi i juga de migcampista al Panathinaikos FC.

## Carrera de club

### València
El 2 de juliol de 2017, el València CF va anunciar el fitxatge de Maksimović amb un contracte fins al 2022. Va fer el seu debut amb el club el 18 d'agost, arribant com a substitut tardà de Carlos Soler en la victòria a casa per 1-0 de La Liga contra la UD Las Palmas.

### Getafe
El 16 de juliol de 2018, Maksimović va signar amb el Getafe CF fins al 2024.

## Estadístiques
| Temporada | Nome del club | Lliga | Lliga | Lliga | Lliga | Lliga | Copa | Copa | Copa | Copa | Copa | Champions League | Champions League | Champions League | Champions League | Champions League | Europa League | Europa League | Europa League | Europa League | Europa League | Total | Total | Total | Total | Total |
| --------- | ------------- | ----- | ----- | ----- | ----- | ----- | ---- | ---- | ---- | ---- | ---- | ---------------- | ---------------- | ---------------- | ---------------- | ---------------- | ------------- | ------------- | ------------- | ------------- | ------------- | ----- | ----- | ----- | ----- | ----- |
| Temporada | Nome del club | PJ    | PG    | PE    | PP    | G     | PJ   | PG   | PE   | PP   | G    | PJ               | PG               | PE               | PP               | G                | PJ            | PG            | PE            | PP            | G             | PJ    | PG    | PE    | PP    | G     |
| 2013/2014 | NK Domžale    | 11    | 4     | 4     | 3     | 0     | -    | -    | -    | -    | -    | -                | -                | -                | -                | -                | -             | -             | -             | -             | -             | 11    | 4     | 4     | 3     | 0     |
| 2014/2015 | NK Domžale    | 16    | 10    | 2     | 4     | 3     | 3    | 2    | 0    | 1    | 1    | -                | -                | -                | -                | -                | -             | -             | -             | -             | -             | 19    | 12    | 2     | 5     | 4     |
| 2014/2015 | FK Astana     | 23    | 15    | 4     | 4     | 6     | -    | -    | -    | -    | -    | -                | -                | -                | -                | -                | -             | -             | -             | -             | -             | 23    | 15    | 4     | 4     | 6     |
| 2015/2016 | FK Astana     | 31    | 23    | 4     | 4     | 3     | -    | -    | -    | -    | -    | 11               | 3                | 6                | 2                | 1                | -             | -             | -             | -             | -             | 42    | 26    | 10    | 6     | 4     |
| 2016/2017 | FK Astana     | -     | -     | -     | -     | -     | -    | -    | -    | -    | -    | 3                | 1                | 2                | 0                | 0                | 7             | 2             | 3             | 2             | 2             | 10    | 3     | 5     | 2     | 2     |
| 2017/2018 | València CF   | 5     | -     | -     | -     | -     | 2    | -    | -    | -    | -    | -                | -                | -                | -                | -                | -             | -             | -             | -             | -             | 7     | -     | -     | -     | -     |
| Total     | Total         | 86    | 52    | 14    | 15    | 12    | 5    | 1    | 0    | 2    | 0    | 14               | 4                | 8                | 2                | 1                | 7             | 2             | 3             | 2             | 2             | 112   | 60    | 25    | 20    | 16    |

## Palmarès

### Campionats estatals
| Títol                  | Club      | País       | Any  |
| ---------------------- | --------- | ---------- | ---- |
| Lliga kazakh de futbol | FK Astana | Kazakhstan | 2015 |
| Lliga kazakh de futbol | FK Astana | Kazakhstan | 2016 |

### Campionats internacionals
| Títol                     | Club               | Seu          | Any  |
| ------------------------- | ------------------ | ------------ | ---- |
| Campionat d'Europa sub-21 | Selecció de Sèrbia | Lituània     | 2013 |
| Mundial Sub-20            | Selecció de Sèrbia | Nova Zelanda | 2015 |